# Cryptus gallarum
Cryptus gallarum är en stekelart som beskrevs av Rudow 1881. Cryptus gallarum ingår i släktet Cryptus och familjen brokparasitsteklar. Inga underarter finns listade i Catalogue of Life.